# Ivanovskoïe
Ivanovskoïe (Муниципальный округ Ивановское) est un district municipal de Moscou, dépendant du district administratif est.

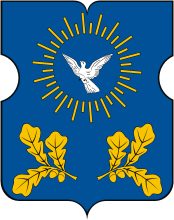
Armes du district
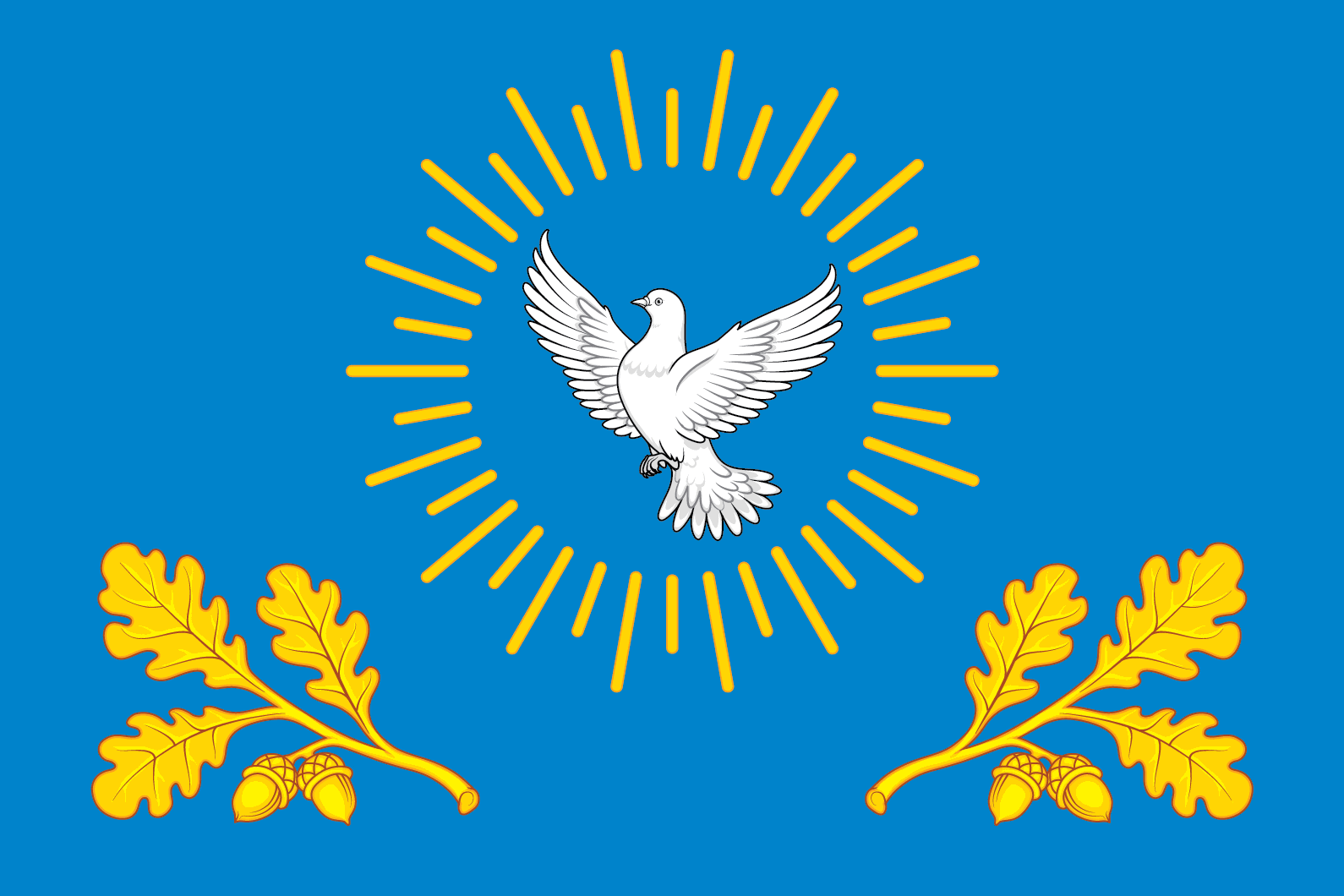
Drapeau du district

## Histoire
L'histoire du quartier remonte à l'époque d'Ivan le Terrible. Sur le site où s'est développé le quartier moderne, il y avait le village d'Ivanovskoïe, sous le patronage de saint Jean le Baptiste, dont la première mention dans les sources écrites remonte à 1576. Dans les années du Temps des Troubles (début du XVIIe siècle), il a été détruit, puis à nouveau reconstruit dans les années 1660, faisant partie du célèbre domaine d'Izmaïlovo qui appartenait à la dynastie Romanov. Grâce aux efforts du tsar Alexis Ier, les territoires du domaine sont transformés en une grande exploitation agricole. Des champs expérimentaux, des jardins pharmaceutiques, des vergers étonnants, des serres de plantes méridionales et un jardin de mûriers s'y trouvaient. Quarante étangs sont creusés pour les besoins des ménages et la pisciculture.

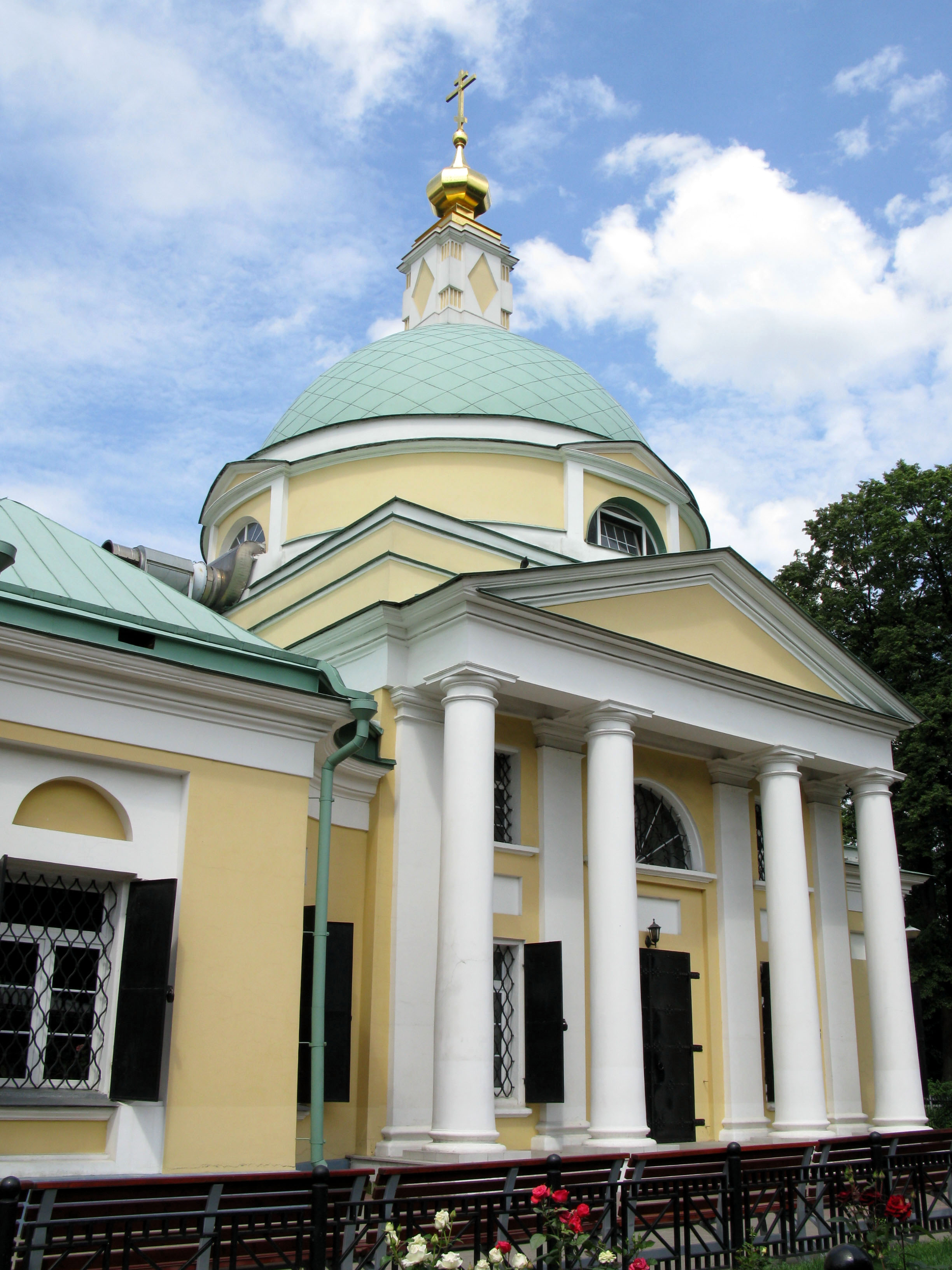
Façade de l'église de la Nativité-de-Saint-Jean-Baptiste d'Ivanovskoïe.

À la fin du XVIIIe siècle, une église en pierre consacrée à la Nativité de Saint Jean-Baptiste commence à être érigée à Ivanovskoïe. Elle est consacrée en 1801. Le monument est conçu dans le style néoclassicique et possède des chapelles latérales consacrées à Saint Basile le Grand et à Saint Georges le Victorieux. Il a survécu jusqu'à ce jour et se dresse presque sur la très vieille route de Vladimir.
En septembre 1812, pendant la guerre patriotique contre les armées napoléoniennes, Ivanovskoïe se trouve dans la zone de guerre. Dans une lettre datée du 17 septembre 1812, le lieutenant-général Galitzine écrit au maréchal Koutouzov: « Mon aide-de-camp, ayant appris d'un paysan qu'à 11 verstes de Moscou dans le village d'Ivanovskoïe des Français volaient, a fait savoir aux cosaques, après avoir attendu la nuit, de les attaquer. Les soldats ont été faits prisonniers et deux ont été blessés. Il n'y a eu aucune perte de notre côté. Les prisonniers sont au nombre de onze: 7 Prussiens, 3 Polonais, 1 Français. Ils ont été escortés à Vladimir jusqu'au gouverneur civil. »
Au XIXe jusqu'au début du XXe siècle, Ivanovskoïe faisait partie de la volost Pekhorskaïa. La population du village était engagée dans la culture de la pomme de terre, de l'avoine et du seigle. Au fil du temps, des entreprises industrielles sont apparues sur le territoire: l'entreprise de fabrique de papier de Sergueï Alexeïevitch Mazourine, les usines de soie de D.A. Denissov et P.A. Dourneïeva, l'établissement de tissage de G. Miller, l'usine de stéarine de G. Hirsch, etc. La population du village devient alors de plus en plus ouvrière.
Selon le recensement de 1926, la population du village est de 1 275 habitants. Il y a alors un soviet de village, puis l'on a forcé les paysans à entrer dans le kolkhoze nommé En avant!. Une partie des villageois travaillent dans des usines des villages voisins de Réoutovo et Perovo. Pendant la Grande Guerre patriotique, des unités de défense aérienne sont stationnées près du village, protégeant Moscou des raids aériens de la Luftwaffe allemande.

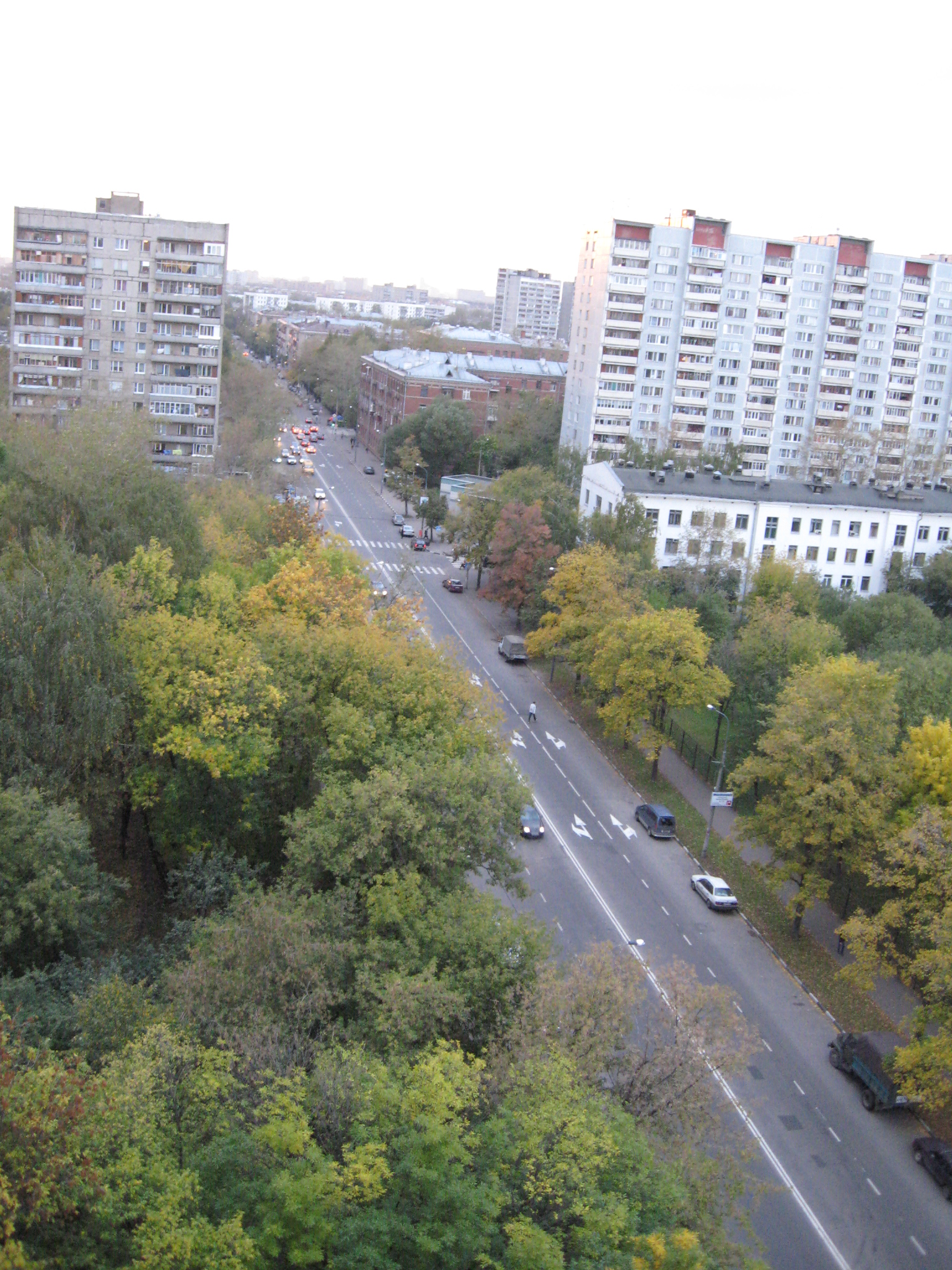
Vue de la perspective Fédérative.

Le 18 août 1960, par décret du Présidium du Soviet suprême de la RSFSR, une nouvelle frontière de Moscou est établie, elle devient le périphérique autoroutier de Moscou (MKAD), alors en construction. Dans le même temps, la partie orientale du village d'Ivanovskoïe est restée dans l'oblast de Moscou, étant auparavant incluse dans la ville de Reoutov (ex-Réoutovo) (jusqu'en 1960, tout le village était inclus dans cette dernière), et la partie ouest (la plus importante) est devenue une partie de Moscou (les maisons qui se trouvaient sur le chemin de l'autoroute en construction ont été démolies). En 1972-1973, la construction massive de logements a été lancée sur le territoire de l'ancien village.